# Saint-Mury-Monteymond
Saint-Mury-Monteymond – miejscowość i gmina we Francji, w regionie Owernia-Rodan-Alpy, w departamencie Isère.
Według danych na rok 1990 gminę zamieszkiwało 259 osób, a gęstość zaludnienia wynosiła 23 osób/km² (wśród 2880 gmin regionu Rodan-Alpy Saint-Mury-Monteymond plasuje się na 1369. miejscu pod względem liczby ludności, natomiast pod względem powierzchni na miejscu 1031.).